# Jevišovka
Jevišovka (horvátul Frielištof, németül Fröllersdorf) település Csehországban, Břeclavi járásban. Jevišovka Novosedly, Hrušovany nad Jevišovkou, Litobratřice, Drnholec és Nový Přerov településekkel határos. Lakosainak száma 700 fő (2024. január 1.).
A faluba a 16. században horvátok települtek le, akik a török hódítás elől menekültek el. A település német neve alapján nevezték el a falut Frielištof-nak és 1930-ban is mintegy 74%-át adták a lakosságnak, a németek pedig 14%-ot alkottak, így abszolút többségben voltak a helyi morvákkal szemben. A horvátok az ún. gradišćei nyelv helyi, morva és német elemektől erősen befolyásolt nyelvjárását beszélik. 1948 után drasztikusan csökkent a horvátok száma a településen a kitelepítések és az erőszakos csehesítés folytán. Ma már alig 15%-a horvát Jevišovka településnek.

## Népesség
A település lakosságának változását az alábbi diagram mutatja:
| Lakosok száma | 977  | 1147 | 1252 | 808  | 621  | 554  | 630  | 677  | 664  | 700  |
|               | 1869 | 1890 | 1921 | 1950 | 1980 | 2001 | 2017 | 2019 | 2022 | 2024 |